# اوئیتا

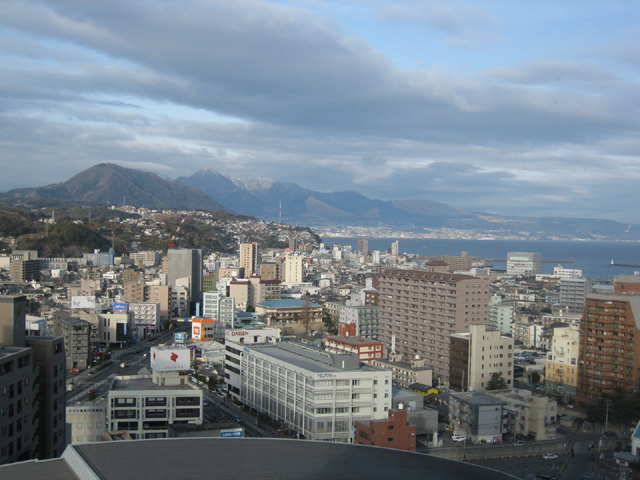
نمای عمومی شهر اوئیتا.

اوئیتا شهری است در کشور ژاپن. این شهر مرکز استان اوکایاما در جزیره هونشو است.
جمعیت این شهر در سال ۲۰۰۸ میلادی برابر ۴۶۷۰۰۰ نفر برآورد شده است .